# Moḩammad Jamālī
Moḩammad Jamālī (persiska: محمّد جمالی) är en ort i Iran.   Den ligger i provinsen Bushehr, i den centrala delen av landet, 700 km söder om huvudstaden Teheran. Moḩammad Jamālī ligger 44 meter över havet och antalet invånare är 781.
Terrängen runt Moḩammad Jamālī är platt åt sydväst, men åt nordost är den kuperad. Runt Moḩammad Jamālī är det ganska glesbefolkat, med 43 invånare per kvadratkilometer. Närmaste större samhälle är Shabānkāreh, 5,8 km sydost om Moḩammad Jamālī. Trakten runt Moḩammad Jamālī är ofruktbar med lite eller ingen växtlighet.